# Giovanni Simeoni
Giovanni Simeoni (Paliano, 12. srpnja 1816. – Rim, 14. siječnja 1892.) bio je talijanski prelat Rimokatoličke Crkve, kardinal i prefekt Kongregacije za širenje vjere.
Godine 1875. imenovan je kardinalom.